# Asperula capitata
Asperula capitata är en måreväxtart som beskrevs av Pál Kitaibel och Schult.. Asperula capitata ingår i släktet färgmåror, och familjen måreväxter. Inga underarter finns listade i Catalogue of Life.